# Lomtjärnen (Idre socken, Dalarna, 686025-134302)
Lomtjärnen är en sjö i Älvdalens kommun i Dalarna och ingår i Dalälvens huvudavrinningsområde.